# Bourrache officinale
Borago officinalis
Espèce
La Bourrache ou Bourrache officinale (Borago officinalis L.) est une espèce de plantes annuelles de la famille des Boraginacées, assez commune en Europe.

## Caractéristiques botaniques

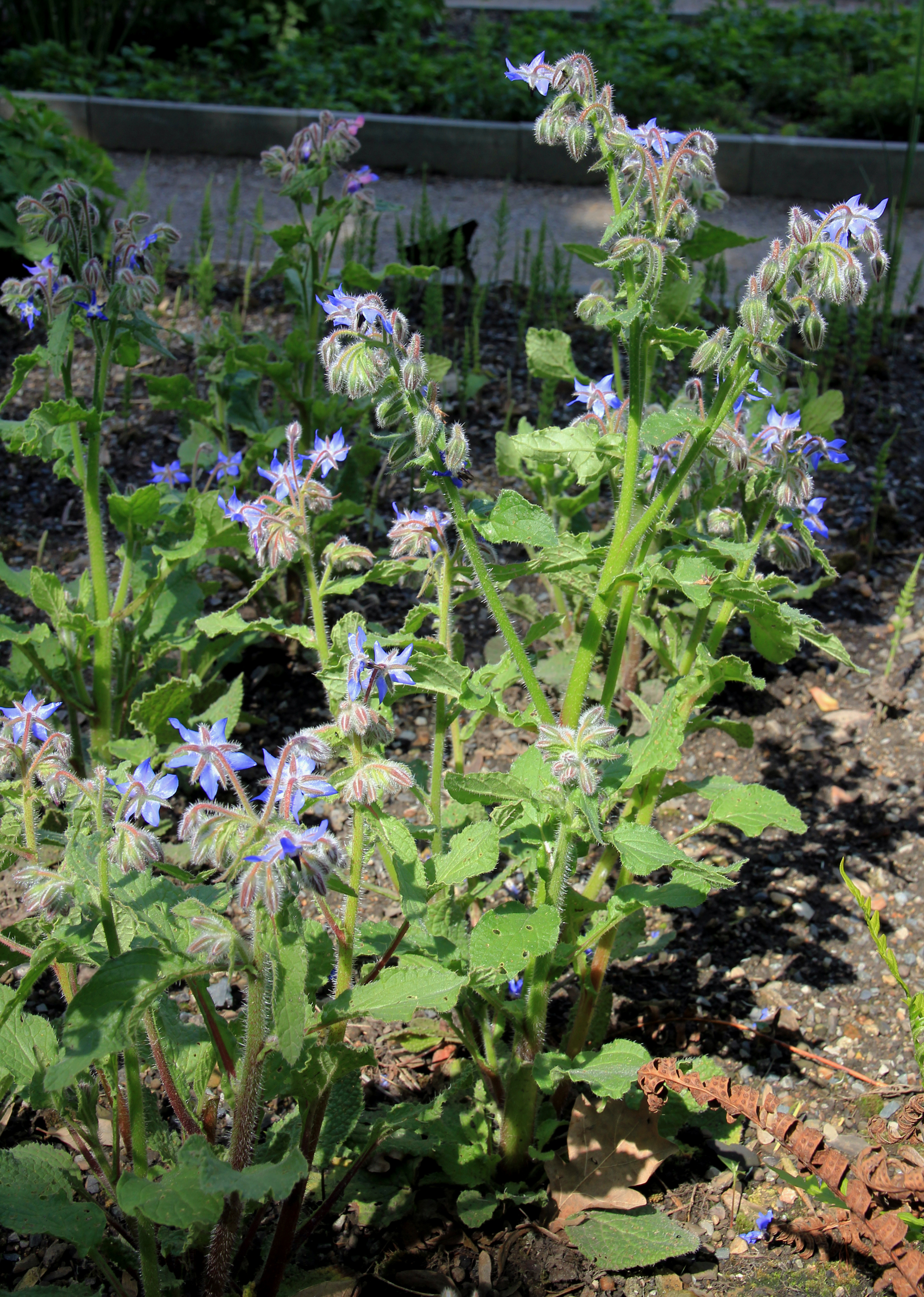
Borago officinalis
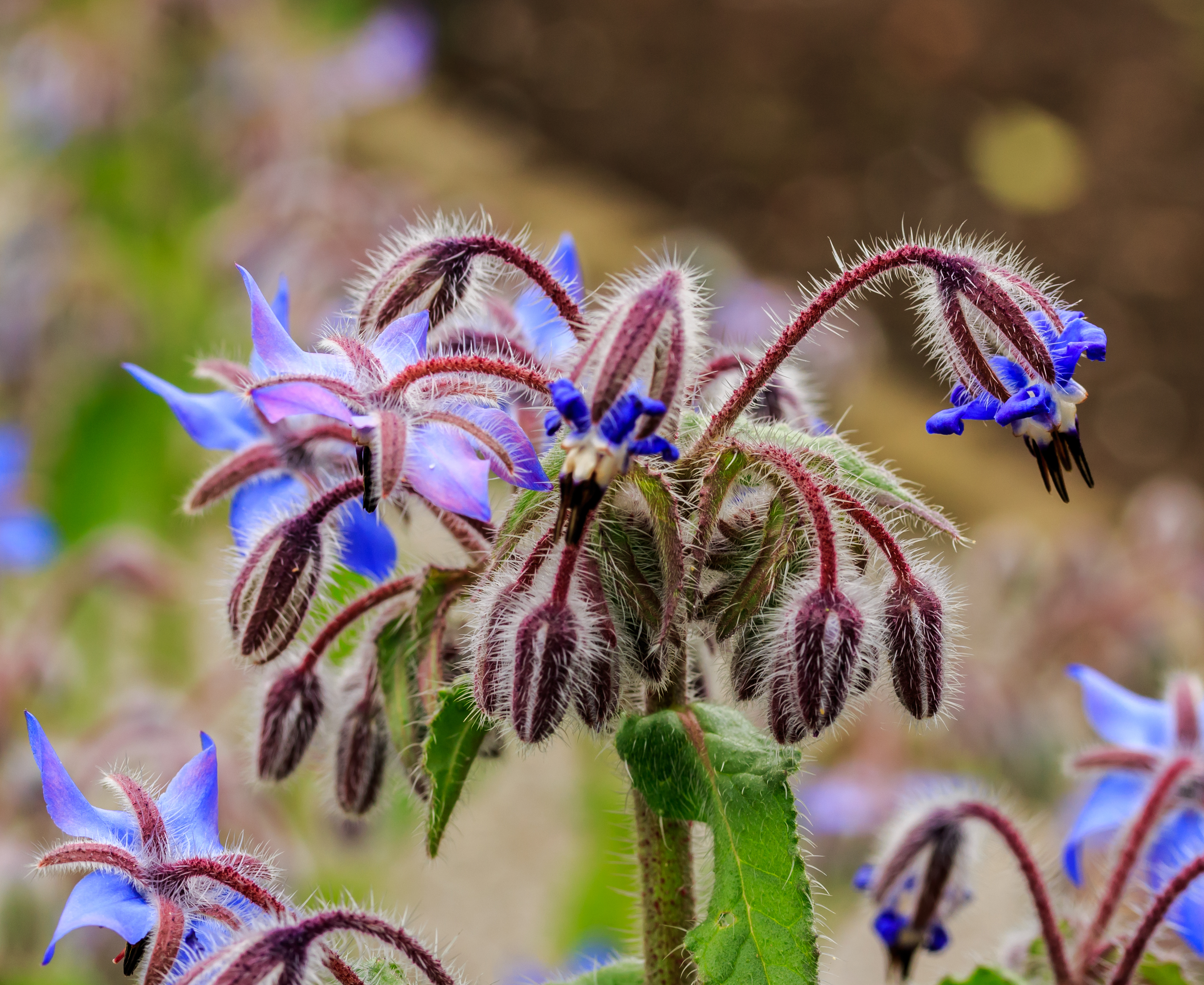
Futures fleurs de bourrache officinale.
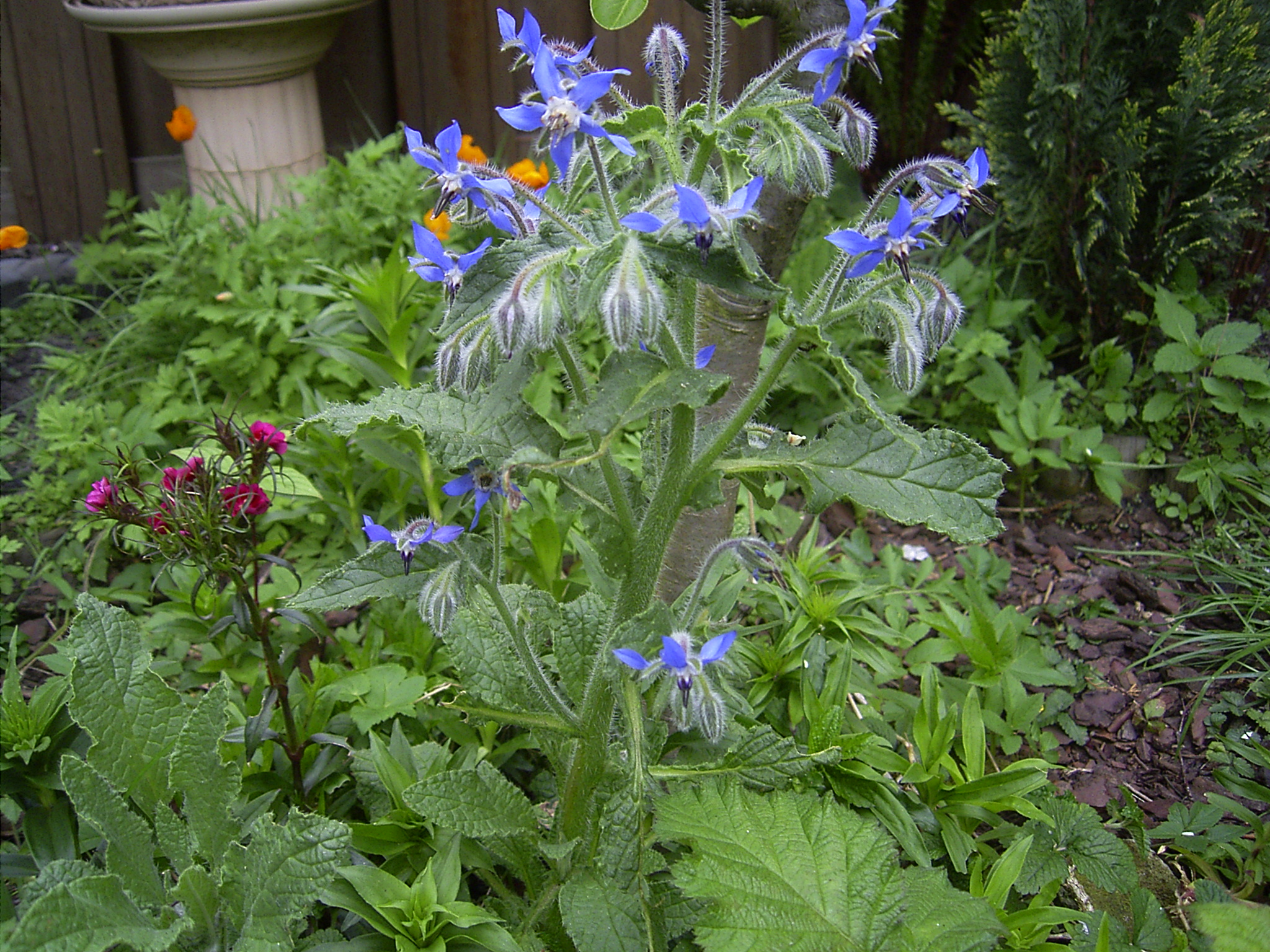
Bourrache officinale en pied.
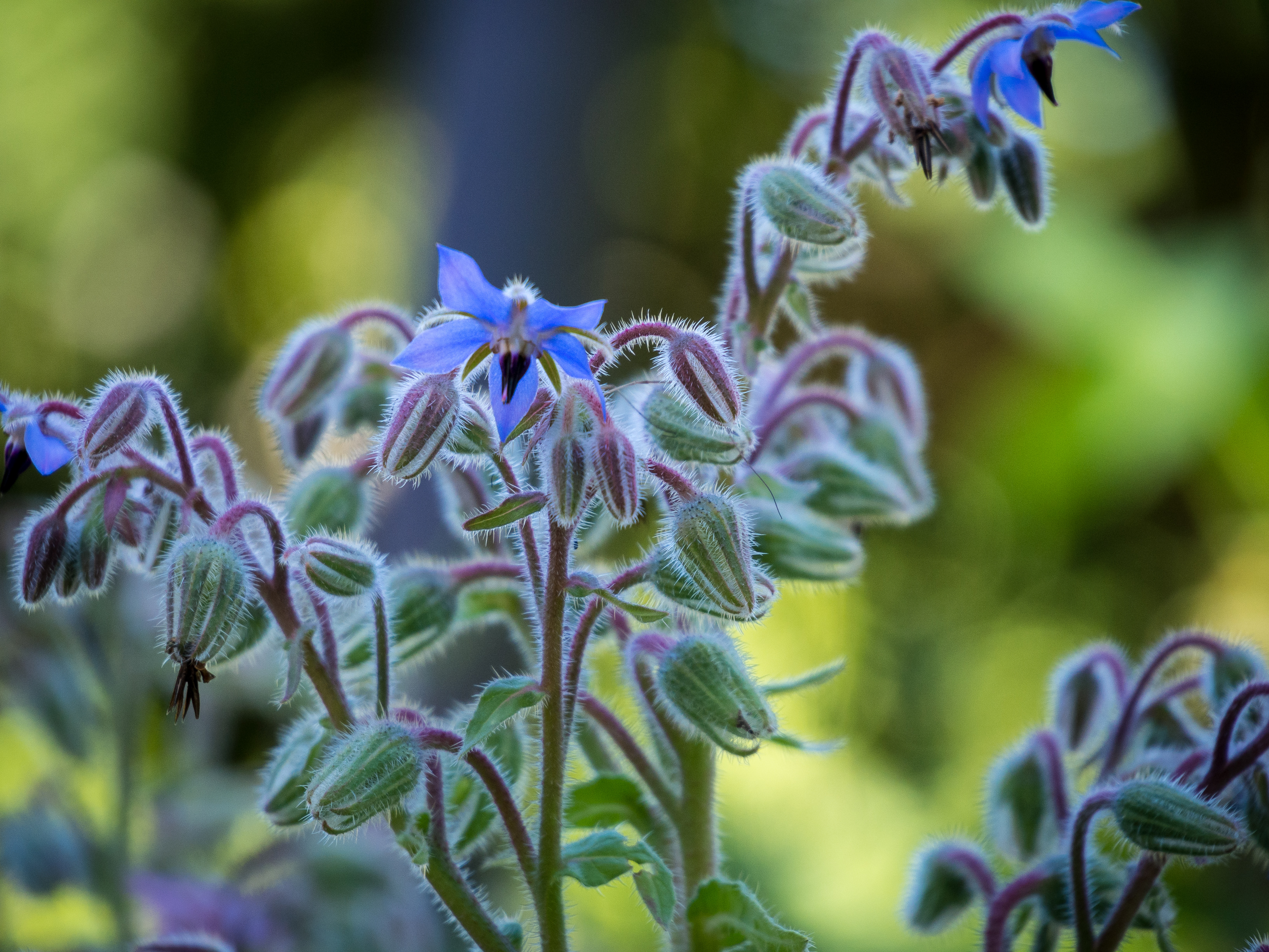
Inflorescences.
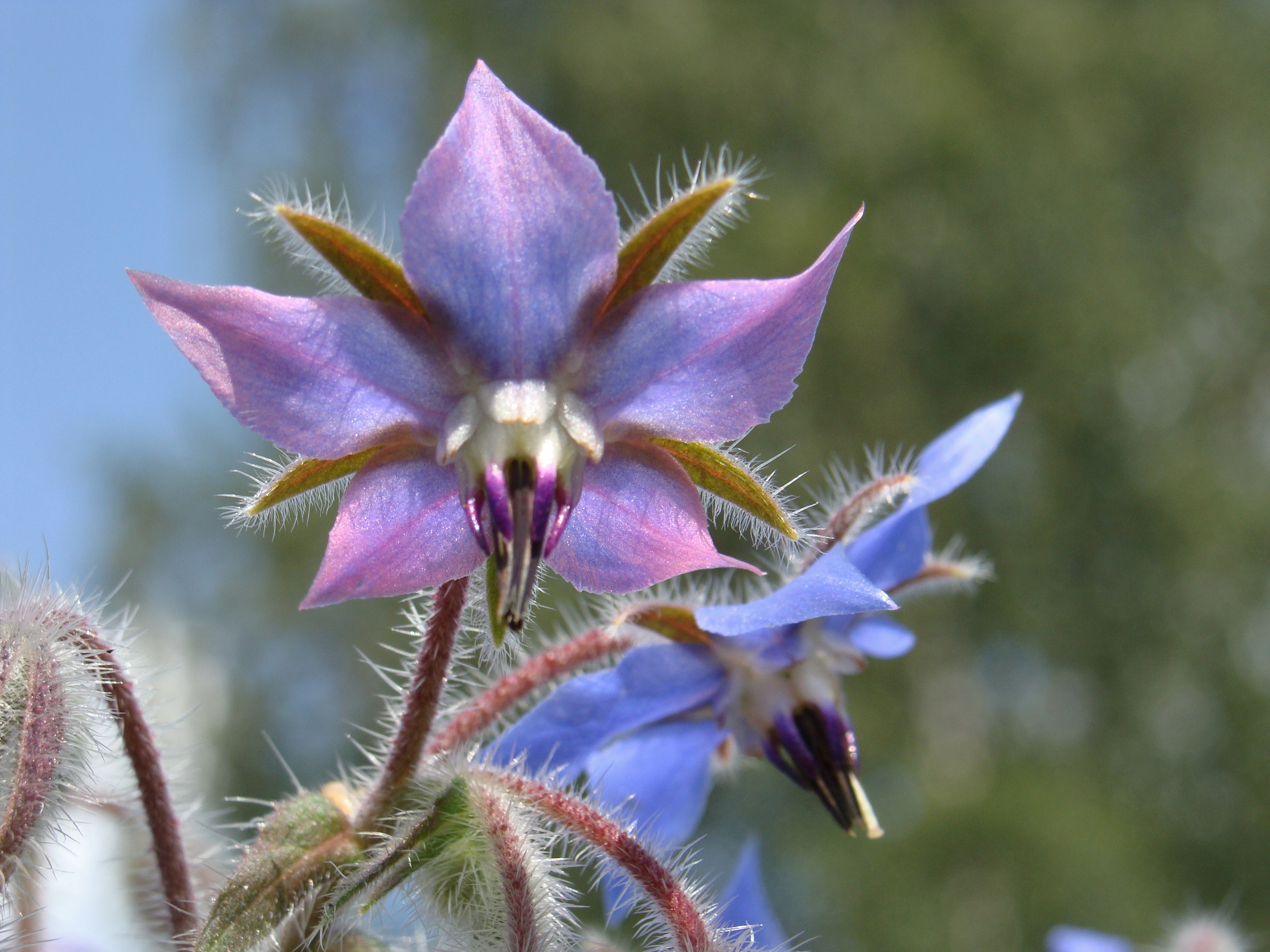
Fleur.
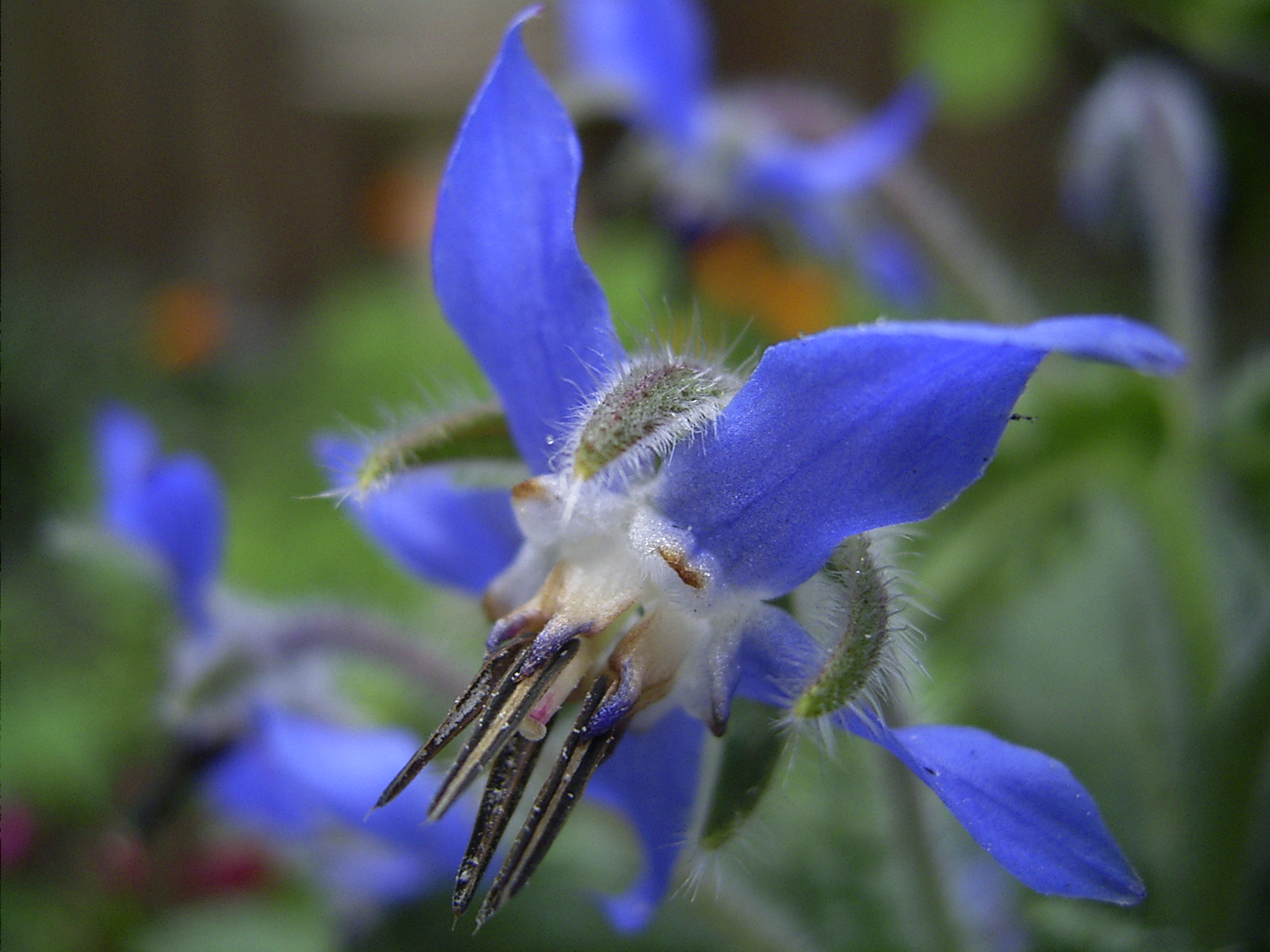
Détail de la fleur.
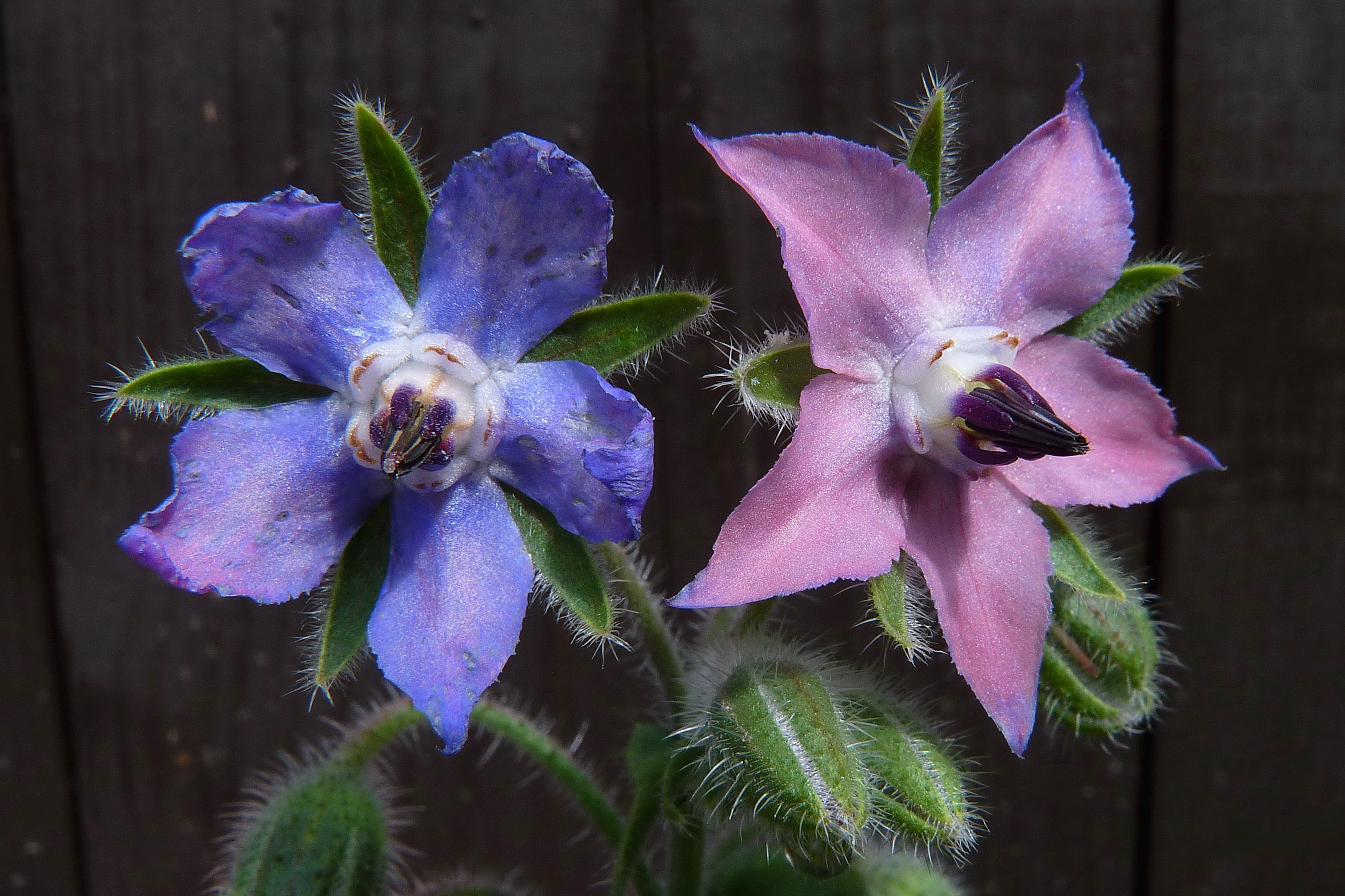
Deux fleurs.
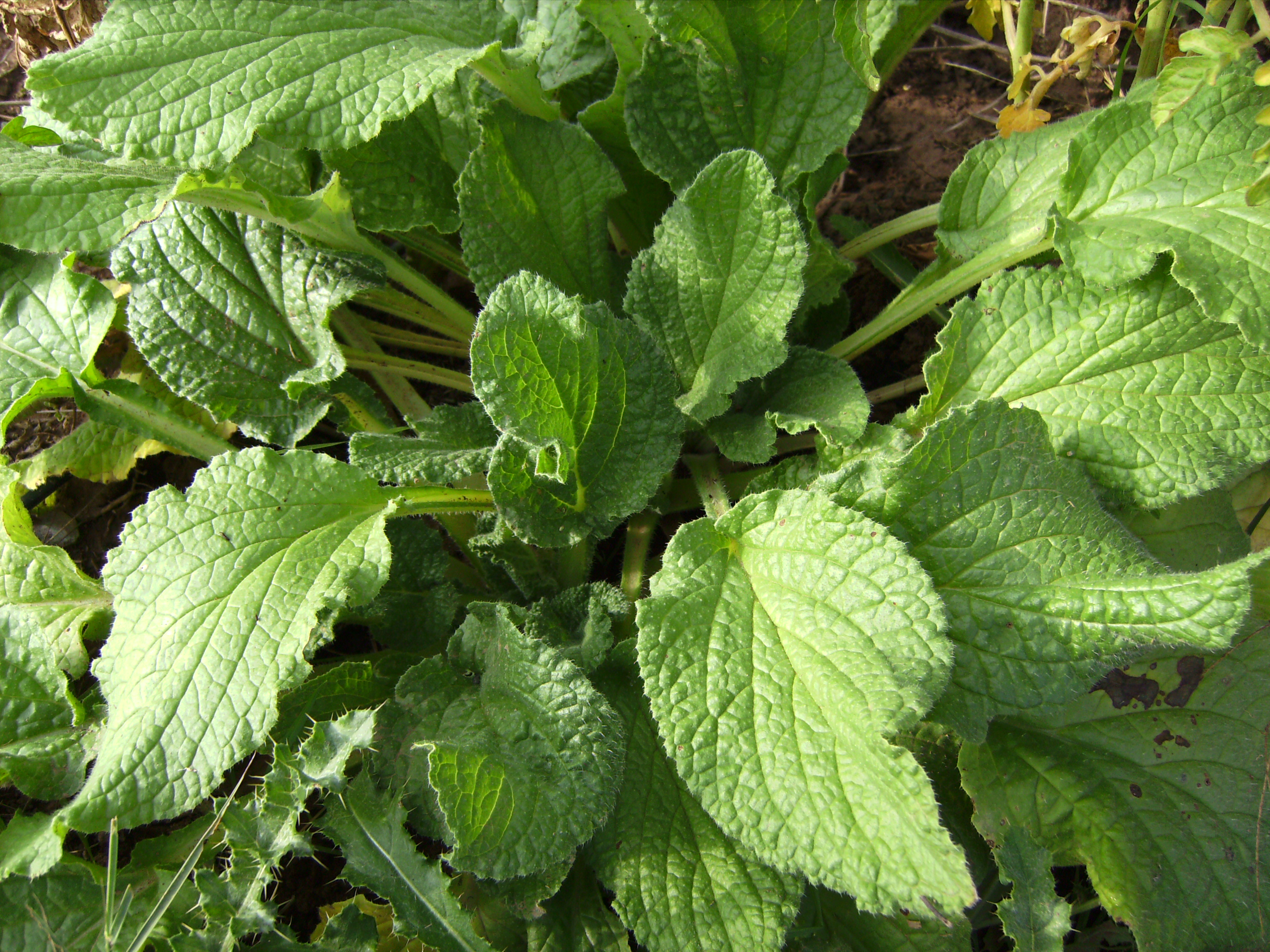
Feuillage.

### Appareil végétatif
La bourrache est une herbe annuelle à tige cylindrique, épaisse, dressée, de 20 à 60 cm de haut.
Les feuilles alternes, à surface ridée, ont un long pétiole quand elles se trouvent à la base de la plante mais les feuilles supérieures en sont dépourvues. Toute la plante est recouverte de poils raides courts et fermes qui la rendent rude au toucher : c'est une des caractéristiques de la famille des Boraginacées. 
La plante se développe autour d'une racine pivotante qui peut être profonde. Elle forme une collerette quand elle est jeune ou stressée, capable de résister à une sécheresse ou un hiver doux, puis développe de grosses tiges creuses quand la saison redevient propice et devient dès lors plus sensible au gel. Ces tiges coupées peuvent éventuellement rejeter au printemps dans de bonnes conditions.

### Appareil reproducteur
En climat tempéré, la floraison intervient de mai-juin à août. Dans le Midi de la France, elle commence à fleurir de fin mars à début avril, plus tardivement dans le nord ou les Vosges par exemple. Les fleurs bleues, blanches et plus rarement roses sont disposées en une cyme recourbée en crosse. Le calice possède cinq sépales, et la corolle possède elle aussi cinq pétales égaux soudés à leur base.
Chaque pétale porte un repli saillant à l'intérieur ; cinq étamines à longues anthères s'insèrent sur la base de la corolle entre les pétales ; leur filet porte en dehors un appendice conique. Le pistil est constitué de deux carpelles soudés ; l'ovaire est creusé de deux loges contenant chacune deux ovules ; le style, au lieu de surmonter les ovaires, se détache de leur base.
Le fruit est formé par quatre akènes, parfois moins, logés au fond du calice persistant.

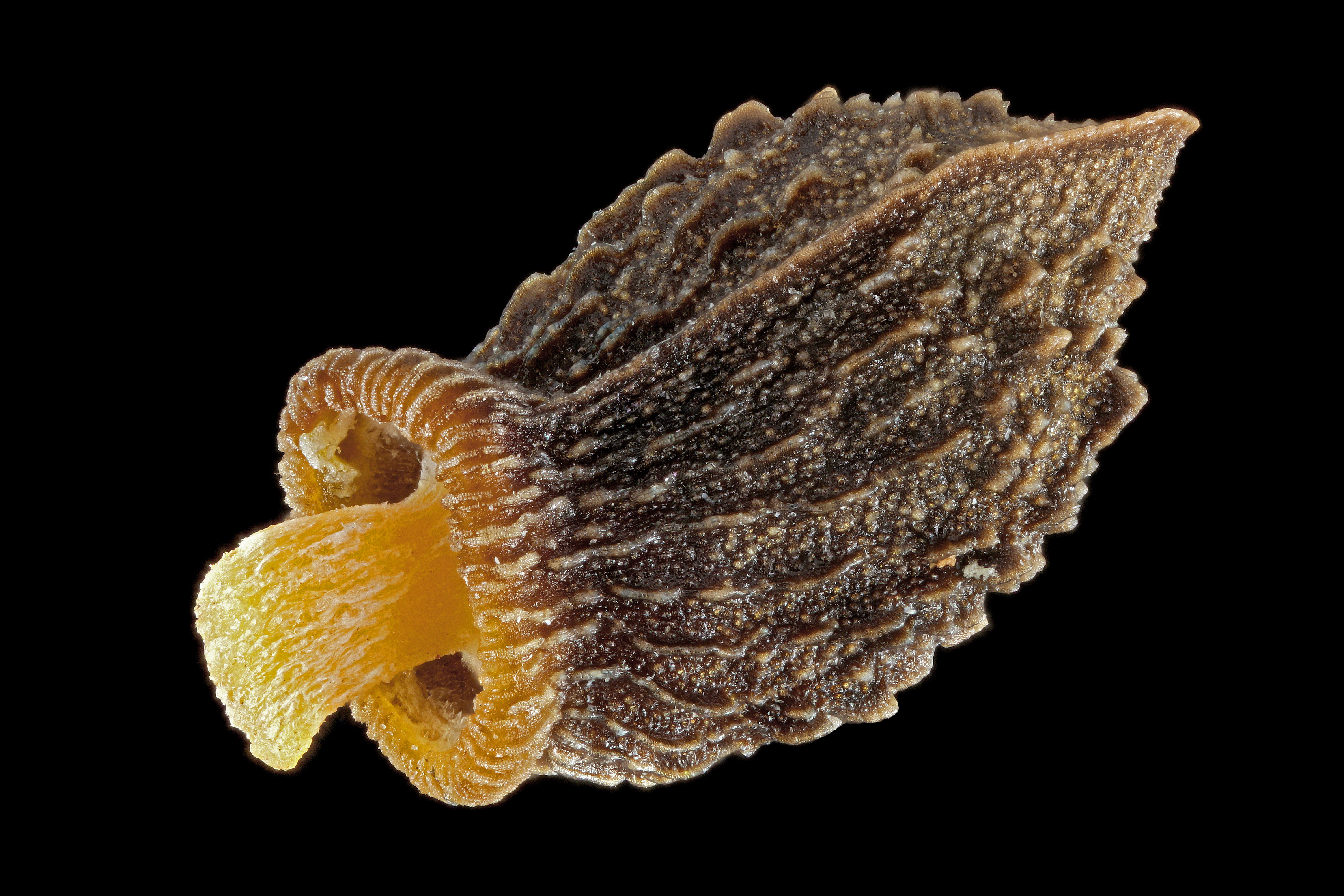
Graine de Borago officinalis avec son élaïosome. Ce corps gras attire les fourmis, qui transportent la graine jusqu'à leur nid.

Les graines ont un élaïosome qui est une excroissance riche en lipide. Cette excroissance permet d'attirer des fourmis qui vont disperser la graines, ce mode de dissémination est appelé myrmécochorie.

## Distribution et habitat
Le nom arabe de la bourrache est abu rach se réfère à ses propriétés sudorifiques,. 
La bourrache est originaire du pourtour méditerranéen : Algérie, Baléares, Corse, France, Grèce, Italie, Crète, Libye, Maroc, Portugal, Sardaigne, Sicile, Espagne, Tunisie, Yougoslavie. Elle a été introduite dans les autres pays européens plus nordiques comme la Suisse et l'Allemagne.
Elle est assez commune dans les terrains vagues et sur les décombres des contrées à climat tempéré (plante rudérale), ainsi que comme plante adventice dans les cultures sarclées et les jardins.

## Culture
Elle est souvent cultivée dans les jardins et semée au début du mois d'avril directement en planches. Les jardiniers apprécient son effet répulsif sur les limaces[réf. nécessaire].
La bourrache est une excellente plante mellifère.

## Propriétés et risques
Les feuilles sont riches en mucilage (11 %) et en nitrate de potassium et les graines sont riches en acides gras essentiels (acide gamma-linolénique 18-25 %) qui font partie du groupe des oméga-6.
La bourrache contient également des alcaloïdes pyrrolizidiniques, aux propriétés hépatotoxiques dangereuses (elles augmentent le risque de tumeurs au foie). Les feuilles et la tige contiennent de 2 à 8 mg/kg de lycopsamine, de 7-acétyl-lycopsamine, d'amabiline, de supinine, ainsi que des traces d'intermédine et de son dérivé acétylé,. Les fleurs et les graines en contiennent une moindre concentration, mais n'en sont pas dépourvues. Les fleurs contiennent de la thésinine. Les graines contiennent de la thésinine et sa forme glucosilée, la thésinine-4'-O-bêta-D-glucoside.
Il est déconseillé de consommer la bourrache, particulièrement de manière régulière et prolongée,.

## Utilisations

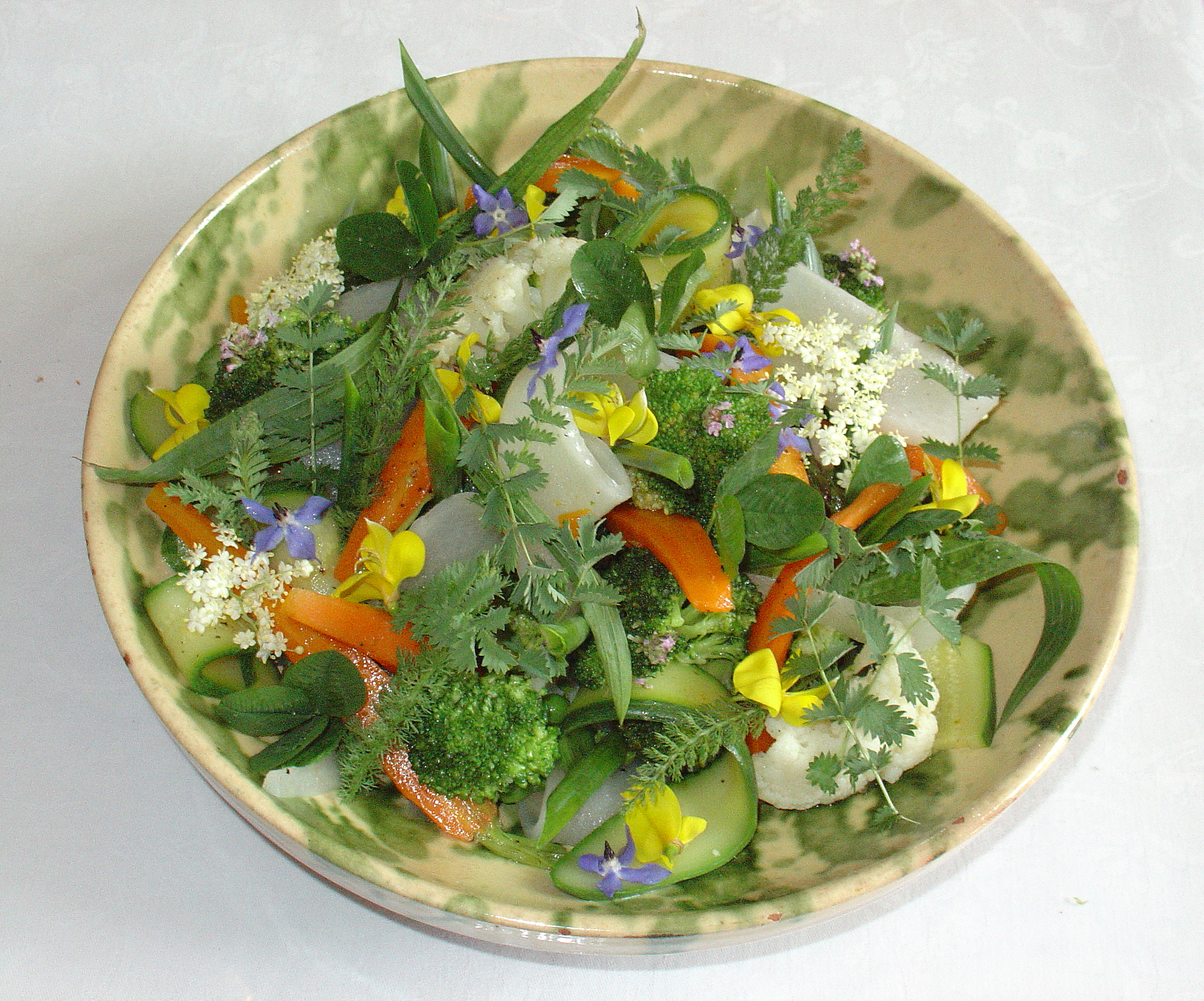
« Gargouillou » de légumes contenant de la bourrache officinale.

### Usage culinaire
Les fleurs de bourrache et les jeunes feuilles se consomment traditionnellement à l'état frais (mucilage favorisant le transit intestinal). On l'utilise aussi comme aromate.
La plante peut agrémenter des omelettes, des salades et remplacer les légumes accompagnant les viandes. Elle est assez utilisée en Allemagne dans des potages froids, la recette la plus connue utilisant cette plante comme ingrédient étant la « sauce verte » que l’on peut déguster à Francfort.
Les feuilles se consomment de préférence jeunes, car en vieillissant elles se recouvrent de poils rigides, et il est alors recommandé de les cuire ou de les blanchir.
La fleur sert aussi à agrémenter des desserts car contient un alcaloïde pyrrolizidinique, la thésinine, qui donne son goût dans la fabrication de bonbons au miel à base de bourrache[réf. nécessaire]. Le goût des fleurs rappelle la saveur de l'huître, alors que celui des feuilles rappelle la saveur acidulée du concombre.

### Usage thérapeutique
Les avis divergent concernant les bienfaits et les dangers de la bourrache.
D'après Bruneton, « aucune expérimentation pharmacologique ne semble avoir été effectuée sur cette plante qui jouit d'une réputation (non démontrée) de "sudorifique", d'adoucissant, de diurétique. ». Il poursuit ainsi : « En Allemagne, la Commission E note que l'activité attribuée à la plante n'est pas documentée et, qu'en conséquence, feuilles et fleurs ne doivent pas être utilisées dans un but thérapeutique. Cette position semble d'autant plus sage que, comme De Smet l'a souligné, la consommation de 4 tasses/jour d'infusion peut apporter jusqu'à 64 μg d'alcaloïdes pyrrolizidiniques : 6 fois plus que la dose maximale tolérée dans le cas de l'infusion de feuilles de tussilage. »
Pour d'autres, il semblerait qu'aucune affection du foie due à la bourrache n'ait été documentée, et qu'il n'y aurait pas même d'effets secondaires connus à l'utilisation de l'huile de bourrache. La tige contenant les alcaloïdes de pyrrolizidine toxiques pour le foie n'est plus employée, mais ces alcaloïdes sont en quantités infinitésimales dans l'huile. Si les feuilles et les fleurs en contiennent également, il n'a jamais été recensé de problème consécutif à leur emploi. Une étude ethno-botanique faite en Italie a montré que cette plante « s'est avérée être parmi les taxons les plus cités dans les sites du sud et du nord de l'Italie » comme plante sauvage parmi les plus utilisées pour des usages culinaires.
Si l'on tient malgré tout à cueillir les fleurs, il faut le faire au début de la floraison (en juin) puis les faire sécher avec précaution, à l'ombre, en couches minces, bien répandues, sous une chaleur artificielle (de 40 °C maximum).
L'habitude était d'employer la bourrache en mélange de plantes médicinales, généralement en tisane, en laissant infuser 10 à 30 g pour 500 ml d'eau. Mais ces infusions sont toutefois à déconseiller, comme expliqué plus haut, en raison des alcaloïdes pyrrolizidiniques que contient la plante.
Par son mucilage, elle est supposée adoucissante, émolliente et expectorante, donc utilisée dans les catarrhes des voies respiratoires, la gastrite, les inflammations des muqueuses. Par la présence du nitrate de potassium, elle est supposée sudoripare et diurétique (augmentant la production de l'urine). Elle aurait également des propriétés intéressantes contre la gueule de bois.
Les graines sont également utilisées pour les acides gras oméga-6 qu'elles contiennent. L'huile obtenue par le pressurage des graines est riche en acide gamma-linolénique et en acide linoléique, qui ont une action calmante en usage externe sur les éruptions cutanées et autres dermatoses et eczéma mais aussi sur l'herpès et le vieillissement cutané.

### Usage tonique ou dopant
Au Moyen Âge, la bourrache était considérée comme une plante magique aphrodisiaque car on pensait qu'elle donnait de l'assurance et de la hardiesse dans les entreprises amoureuses. Un rameau de bourrache fleurie devait permettre au séducteur de remporter le succès auprès d'une femme.
Certaines populations lemko (montagnards d'Ukraine et de Pologne) utilisaient cette plante pour préparer des potions censées avoir des effets aphrodisiaques. Ces pratiques, interdites sous le régime communiste, sont perpétuées par ce peuple[réf. nécessaire].